# Fenvalerat
Fenvalerat ist ein Gemisch von vier isomeren chemische Verbindungen aus der Gruppe der Nitrile und Pyrethroide. Fenvalerat ist ein Typ II-Pyrethroid.

## Gewinnung und Darstellung
Fenvalerat kann durch einen mehrstufigen Produktionsprozess ausgehend von m-Phenoxytoluol und p-Chlortoluol gewonnen werden. Das m-Phenoxytoluol wird zum Phenoxybenzaldehyd umgesetzt und anschließend mit 2-Isopropyl-(4-chlorphenyl)-essigsäurechlorid umgesetzt. Das technische Produkt ist dabei eine racemische Mischung der vier Isomere zu gleichen Anteilen und enthält etwa 90–94 % Fenvalerat.

## Stereochemie
Fenvalerat enthält zwei Stereozentren und besteht damit aus vier Stereoisomeren. Es handelt sich hierbei um ein Gemisch der (S,S)-, (R,R)-, (S,R)- und (R,S)-Form:
| Stereoisomere von Fenvalerat | Stereoisomere von Fenvalerat |
| ---------------------------- | ---------------------------- |
| CAS-Nummer: 66230-04-4       | CAS-Nummer: 67614-33-9       |
| CAS-Nummer: 67614-32-8       | CAS-Nummer: 66267-77-4       |

Das (S,S)-Stereoisomer bezeichnet man auch als Esfenvalerat.

## Eigenschaften
Fenvalerat ist ein brennbarer gelblicher Feststoff, welcher praktisch unlöslich in Wasser ist. Beim Erhitzen über 150 °C erfolgt eine Zersetzung unter Bildung von giftigen, korrosiven Dämpfen (Chlorwasserstoff, Cyanwasserstoff). Die Verbindung ist gegenüber Licht, Luft, Wärme und Feuchtigkeit stabil. Unter UV-Licht erfolgt eine schnelle Zersetzung.

## Verwendung
Fenvalerat wird als Insektizid und Akarizid verwendet. Es wird zum Beispiel im Obstbau gegen beißende und saugende Insekten, gegen Blattminierer, Apfelwickler und Spinnmilben, im Maisanbau gegen Maiszünsler und im Weinbau gegen Traubenwickler und Springwurm angewendet.
Im Gegensatz zu Esfenvalerat (dieses enthält nur das einzelne als Wirkstoff aktive Isomer des Racemats Fenvalerat) ist in Deutschland, in Österreich und der Schweiz kein Pflanzenschutzmittel zugelassen, das diesen Wirkstoff enthält.
Das Europäische Arzneibuch legt als Grenzwert für Fenvalerat-Rückstände in pflanzlichen Drogen 1,5 mg·kg−1 fest.

## Sicherheitshinweise
Fenvalerat hat in Tierversuchen eine krebserregende Wirkung gezeigt.